# Amarynthis meneria
Espèce
Amarynthis meneria est un insecte lépidoptère appartenant à la famille  des Riodinidae et au genre Amarynthis dont il est le seul représentant.

## Taxonomie
Amarynthis meneria a été décrit par Pieter Cramer en 1776 sous le nom de Papilio meneria.
Synonymes :Papilio micalia Cramer, 1776; Hesperia maecenas Fabricius, 1793;Hesperia dimas Fabricius, 1796;Amarynthis coccitincta Seitz, 1913;Amarynthis superior Seitz, 1913.

### Formes
- Amarynthis meneria forme conflata Stichel, 1910; présent au Pérou.
- Amarynthis meneria stenogramma Stichel, 1910; présent en Équateur.

### Noms vernaculaires
Il se nomme Meneria Metalmark en anglais.

## Description
Amarynthis meneria est un papillon de taille moyenne avec une envergure variant de 35 mm à 50 mm. Le dessus est noir orné d'une ligne submarginale rouge vif sur les antérieures et les postérieures et d'une barre rouge partant de la partie basale aux antérieures. Le revers est identique .

## Écologie et distribution
Amarynthis meneria est présent en Guyane, en Guyana, au Surinam, en Équateur, au Brésil et au Pérou.

### Biotope
Il réside dans la forêt amazonienne en bord de fleuve.

### Protection
Pas de statut de protection particulier.